# Seznam národních kulturních památek na Slovensku vyhlášených před rokem 2002
Seznam Národních kulturních památek (NKP) na Slovensku vyhlášených před rokem 2002 je seznam dvaasedmdesáti památek, které byly prohlášeny za Národní kulturní památky před přijetím a vyhlášením zákona č. 49/2002 CFU o ochraně památkového fondu. 
Podle právních úprav planých do přijetí zákona č. 49/2002 CFU tvořily národní kulturní památky soubor nejvýznamnějších a nejvzácnějších památek na území Slovenské republiky. Památky se do této kategorie zařazovaly formou nařízení předsednictva SNR a později nařízením vlády Slovenské republiky. Současná legislativa považuje za národní kulturní památky všechny památkové objekty, které jsou zapsány v Ústředním seznamu památkového fondu (ÚZPF). Z ohledu na tradici se ale v ÚZPF nadále zachovává informace o příslušnosti k této kategorii a jejich seznam je uveden na webu Památkového úřadu Slovenské republiky jako Seznam vybraných národních kulturních památek.
V seznamu je zahrnuto šedesát devět nemovitých památek (šedesát sedm jednotlivých objektů případně ucelených areálů, dvě jsou souborem několika objektů) a tři movité (jako součást objektů – výtvarná díla).
| Poř. č. | Název NKP                                                                               | Obec                                | Okres                | Prohlášení | Poznámka |
| ------- | --------------------------------------------------------------------------------------- | ----------------------------------- | -------------------- | ---------- | --- |
| 1.      | Zámeček ve Svatém Antonu zámeček s areálem                                              | Svätý Anton                         | Banská Štiavnica     | 1985       | |
| 2.      | Městský hrad v Banské Bystrici                                                          | Banská Bystrica                     | Banská Bystrica      | 1970       | |
| 3.      | Pamětní budovy SNP                                                                      | Banská Bystrica                     | Banská Bystrica      | 1982       | |
| 4.      | Městský hrad v Banské Štiavnici                                                         | Banská Štiavnica                    | Banská Štiavnica     | 1970       | |
| 5.      | Lesnická a hornická akademie                                                            | Banská Štiavnica                    | Banská Štiavnica     | 1961       | |
| 6.      | Farní kostel svatého Egídia                                                             | Bardejov                            | Bardejov             | 1970       | Jako součást historického centra města zapsán v Seznamu Světového dědictví UNESCO                                    |
| 7.      | Radnice                                                                                 | Bardejov                            | Bardejov             | 1985       | Jako součást historického centra města zapsaná v Seznamu Světového dědictví UNESCO                                   |
| 8.      | Beckovský hrad                                                                          | Beckov                              | Nové Město nad Váhom | 1970       | |
| 9.      | Zámeček v Betliari zámeček s areálem                                                    | Betliar                             | Rožňava              | 1985       | |
| 10.     | Havránok keltské hradiště                                                               | Bobrovník                           | Liptovský Mikuláš    | 1990       | |
| 11.     | Bojnický zámek                                                                          | Bojnice                             | Prievidza            | 1970       | |
| 12.     | Bratislavský hrad hrad s areálem                                                        | Bratislava                          | Bratislava I         | 1961       | |
| 13.     | Slavín památník s areálem                                                               | Bratislava                          | Bratislava III       | 1961       | |
| 14.     | Devínsky hrad hrad a slovanské hradiště                                                 | Bratislava-Devín                    | Bratislava IV        | 1961       | |
| 15.     | Academia Istropolitana budova první univerzity v Uhersku                                | Bratislava                          | Bratislava I         | 1961       | |
| 16.     | Evangelické lyceum                                                                      | Bratislava                          | Bratislava I         | 1961       | |
| 17.     | Katedrála svatého Martina                                                               | Bratislava                          | Bratislava I         | 1990       | |
| 18.     | Villa rustica archeologická lokalita                                                    | Bratislava-Dúbravka                 | Bratislava IV        | 1990       | |
| 19.     | Mohyla Milana Rastislava Štefánika                                                      | Brezová pod Bradlom                 | Myjava               | 1968       | |
| 20.     | Bytčiansky zámek zámek a Oddací palác                                                   | Bytča                               | Bytča                | 1970       | |
| 21.     | Červený Kameň hrad s areálem                                                            | Častá                               | Pezinok              | 1970       | |
| 22.     | Červený klášter klášter kartuziánů                                                      | Červený Kláštor                     | Stará Ľubovňa        | 1970       | |
| 23.     | Ducové velkomoravský dvorec                                                             | Ducové                              | Piešťany             | 1990       | |
| 24.     | Památník Východoslovenského rolnického povstání                                         | Haniska                             | Prešov               | 1961       | |
| 25.     | Kaštel v Holíči zámeček s areálem                                                       | Holíč                               | Skalica              | 1970       | |
| 26.     | Benediktinský klášter klášter benediktinského opatství                                  | Hronský Beňadik                     | Žarnovica            | 1970       | |
| 27.     | Římský vojenský tábor Leányvár                                                          | Iža                                 | Komárno              | 1990       | |
| 28.     | Klášter premonstrátského konventu                                                       | Jasov                               | Košice-okolí         | 1970       | |
| 29.     | Kaliště památné místo SNP                                                               | Baláže                              | Banská Bystrica      | 1961       | |
| 30.     | Budova evangelického lycea                                                              | Kežmarok                            | Kežmarok             | 1985       | |
| 31.     | Kostel Nejsvětější Trojice dřevěný artikulární kostel                                   | Kežmarok                            | Kežmarok             | 1985       | Zapsán v Seznamu Světového dědictví UNESCO jako součást souboru Dřevěné kostely v slovenské části Karpat             |
| 32.     | Protiturecká pevnost                                                                    | Komárno                             | Komárno              | 1970       | |
| 33.     | Fortifikační systém                                                                     | Komárno                             | Komárno              | 1985       | |
| 34.     | Kostelík svatého Jiří                                                                   | Kostoľany pod Tribečom              | Zlaté Moravce        | 1970       | |
| 35.     | Budova vyhlášení Košického vládního programu                                            | Košice                              | Košice               | 1961       | |
| 36.     | Dóm svaté Alžběty                                                                       | Košice                              | Košice               | 1970       | |
| 37.     | Krásna Hôrka hrad                                                                       | Krásnohorské Podhradie              | Rožňava              | 1970       | |
| 38.     | Městský hrad v Kremnici hrad s areálem                                                  | Kremnica                            | Žiar nad Hronom      | 1970       | |
| 39.     | Chrám svatého Jakuba                                                                    | Levoča                              | Levoča               | 1970       | Zapsán v Seznamu Světového dědictví UNESCO jako součást souboru Levoča, Spišský hrad a památky okolí                 |
| 40.     | Památný dům Černý orel                                                                  | Liptovský Mikuláš                   | Liptovský Mikuláš    | 1961       | |
| 41.     | Budova Matice slovenské                                                                 | Martin                              | Martin               | 1961       | |
| 42.     | Národní hřbitov v Martině                                                               | Martin                              | Martin               | 1967       | |
| 43.     | Budova Slovenského národního muzea                                                      | Martin                              | Martin               | 1993       | |
| 44.     | Soubor památek k osobnosti Ľudovíta Štúra                                               | Modra                               | Pezinok              | 1993       | |
| 45.     | Památný dům SNR                                                                         | Myjava                              | Myjava               | 1970       | |
| 46.     | Nitriansky hrad hrad a naleziště staroslovanského osídlení                              | Nitra                               | Nitra                | 1961       | |
| 47.     | Historická lesní úvraťová železnice lesní železnice ve Vychylovce                       | Nová Bystrica                       | Čadca                | 1991       | |
| 48.     | Oravský hrad                                                                            | Oravský Podzámok                    | Dolný Kubín          | 1961       | |
| 49.     | Solivar                                                                                 | Prešov                              | Prešov               | 1970       | |
| 50.     | Evangelické kolegium                                                                    | Prešov                              | Prešov               | 1990       | |
| 51.     | Památník černovského masakru                                                            | Ružomberok-Černová                  | Ružomberok           | 1991       | |
| 52.     | Soubor památek k osobnosti Andreje Hlinky                                               | Ružomberok                          | Ružomberok           | 1993       | |
| 53.     | Rotunda svatého Jiří                                                                    | Skalica                             | Skalica              | 1970       | |
| 54.     | Molpír hradiště ze starší doby železné                                                  | Smolenice                           | Trnava               | 1990       | |
| 55.     | Spišský hrad                                                                            | Žehra                               | Spišská Nová Ves     | 1961       | Zapsán v Seznamu Světového dědictví UNESCO jako součást souboru Levoča, Spišský hrad a památky okolí                 |
| 56.     | Zámeček ve Strážkách zámeček s areálem                                                  | Spišská Belá-Strážky                | Kežmarok             | 1970       | |
| 57.     | Strečniansky hrad                                                                       | Strečno                             | Žilina               | 1970       | |
| 58.     | Klášterní komplex Paulínov                                                              | Šaštín-Stráže                       | Senica               | 1991       | |
| 59.     | Evangelický kostel                                                                      | Štítnik                             | Rožňava              | 1970       | |
| 60.     | Zámeček v Topoľčiankach                                                                 | Topoľčianky                         | Zlaté Moravce        | 1970       | |
| 61.     | Trenčínský hrad                                                                         | Trenčín                             | Trenčín              | 1961       | |
| 62.     | Univerzitní budovy                                                                      | Trnava                              | Trnava               | 1970       | |
| 63.     | Rodný dům Ľudovíta Štúra                                                                | Uhrovec                             | Bánovce nad Bebravou | 1970       | |
| 64.     | Dukelské bojiště a památníky na Dukle a ve Svidníku                                     | Vyšný Komárnik Svidník              | Svidník              | 1961       | |
| 65.     | Zvolenský zámek                                                                         | Zvolen                              | Zvolen               | 1961       | |
| 66.     | Kostel Ducha svatého                                                                    | Žehra                               | Spišská Nová Ves     | 1985       | Zapsán v Seznamu Světového dědictví UNESCO jako součást souboru Levoča, Spišský hrad a památky okolí                 |
| 67.     | Východoslovenské dřevěné kostely soubor 27 dřevěných sakrálních staveb                  |                                     | Slovensko            | 1968       | Osm z nich zapsaná v Seznamu Světového dědictví UNESCO jako součást souboru Dřevěné kostely v slovenské části Karpat |
| 68.     | První slovenské patronátní gymnázium                                                    | Martin, Kláštor pod Znievom, Revúca | Slovensko            | 1991       | |
| 69.     | Středověké nástěnné malby, nástěnné malby z období středověku v 35 sakrálních objektech |                                     | Slovensko            | 1991       | |
| 70.     | Dílo Mistra Pavla z Levoče                                                              |                                     | Slovensko            | 1961       | |
| 71.     | Historický fond Diecézní knihovny                                                       | Nitra                               | Nitra                | 1990       | V současnosti chráněno ve smyslu zákona o knihovnách jako součást knihovního fondu                                   |
| 72.     | Dílo Jana Szilassyho 95 zlatnických liturgických předmětů                               |                                     | Slovensko            | 1991       | |